# Richard Wiseman
Richard Wiseman (Luton, 17 settembre 1966) è uno psicologo, illusionista e ricercatore britannico.

## Biografia
Wiseman è professore di psicologia presso l'Università di Hertfordshire nel Regno Unito. Ha iniziato la sua vita professionale come illusionista, prima di laurearsi in psicologia presso lo University College di Londra e ottenere un dottorato di ricerca sempre in psicologia presso l'Università di Edimburgo.
Wiseman è noto per il suo approccio critico verso i cosiddetti fenomeni paranormali ed è membro del Committee for Skeptical Inquiry.

## Pubblicazioni
- Wiseman, R. & Morris, R. L. (1995). Guidelines for Testing Psychic Claimants. Hatfield, UK: University of Hertfordshire Press (US edition: Amherst, USA: Prometheus Press).
- Milton, J. & Wiseman, R. (1997). Guidelines for Extrasensory Perception Research. Hatfield, UK: University of Hertfordshire Press.
- Wiseman, R. (1997). Deception and self-deception: Investigating Psychics. Amherst, USA: Prometheus Press
- Lamont, P. & Wiseman, R. (1999). Magic in Theory: an introduction to the theoretical and psychological elements of conjuring. Hatfield, UK: University of Hertfordshire Press (US edition: Hermetic Press).
- Wiseman, R. (2002). Laughlab: The Scientific Search For The World's Funniest Joke. London, UK: Random House
- Wiseman, R. (2003). The Luck Factor. London, UK: Random House
- Wiseman, R. (2004). Did you spot the gorilla? How to recognise hidden opportunities in your life. London, UK: Random House
- Wiseman, R. & Watt, C. (2005). Parapsychology. London, UK: Ashgate International Library of Psychology. Series Editor, Prof. David Canter
- Wiseman, R. (2007). Quirkology. London, UK: Pan Macmillan
- Wiseman, R. (2009). 59 Seconds: Think a Little, Change a Lot. London, UK: Pan Macmillan
- Wiseman, R. (2011). Paranormality: Why we see what isn't there. London, UK: Pan Macmillan
- Wiseman, R. (2012). Rip it up: The radically new approach to changing your life. London, UK: Macmillan
- Wiseman, R. (2014). Night School: Wake up to the power of sleep . London, UK: Macmillan